# کاش گی بودی
کاش گی بودی (به انگلیسی: Wish You Were Gay) یک آهنگ اثر خواننده آمریکایی بیلی آیلیش است. این آهنگ در ۴ مارس ۲۰۱۹ از دارک‌روم و اینتراسکوپ رکوردز منتشر شد. این آهنگ چهارمین تک‌آهنگ آلبوم وقتی همه می‌خوابیم، کجا می‌ریم؟ است.

## پیش‌زمینه
بیلی آیلیش در مصاحبه‌ای گفت که در ۱۴ سالگی هنگامی که عاشق یک پسر بود، برای نوشتن این آهنگ الهام گرفته‌است. او گفت که پسر موردعلاقه‌اش زیاد از او خوشش نمی‌آمده و آیلیش آرزو می‌کرد که کاش او گی بود؛ پس بنا به دلیل مشخصی از او خوشش نمی‌آمده و نه اینکه او اصلاً از آیلیش خوشش نمی‌آمده. او همچنین ادعا کرد که بعدها مشخص شد آن پسر گی بوده‌است.